# Bambarajordnöt
Bambarajordnöt (Vigna subterranea) är en ärtväxtart som först beskrevs av Carl von Linné, och fick sitt nu gällande namn av Bernard Verdcourt. Enligt Catalogue of Life ingår Bambarajordnöt i släktet vignabönor och familjen ärtväxter, men enligt Dyntaxa är tillhörigheten istället släktet vignabönor och familjen ärtväxter. Arten har ej påträffats i Sverige. Inga underarter finns listade i Catalogue of Life.

## Bildgalleri

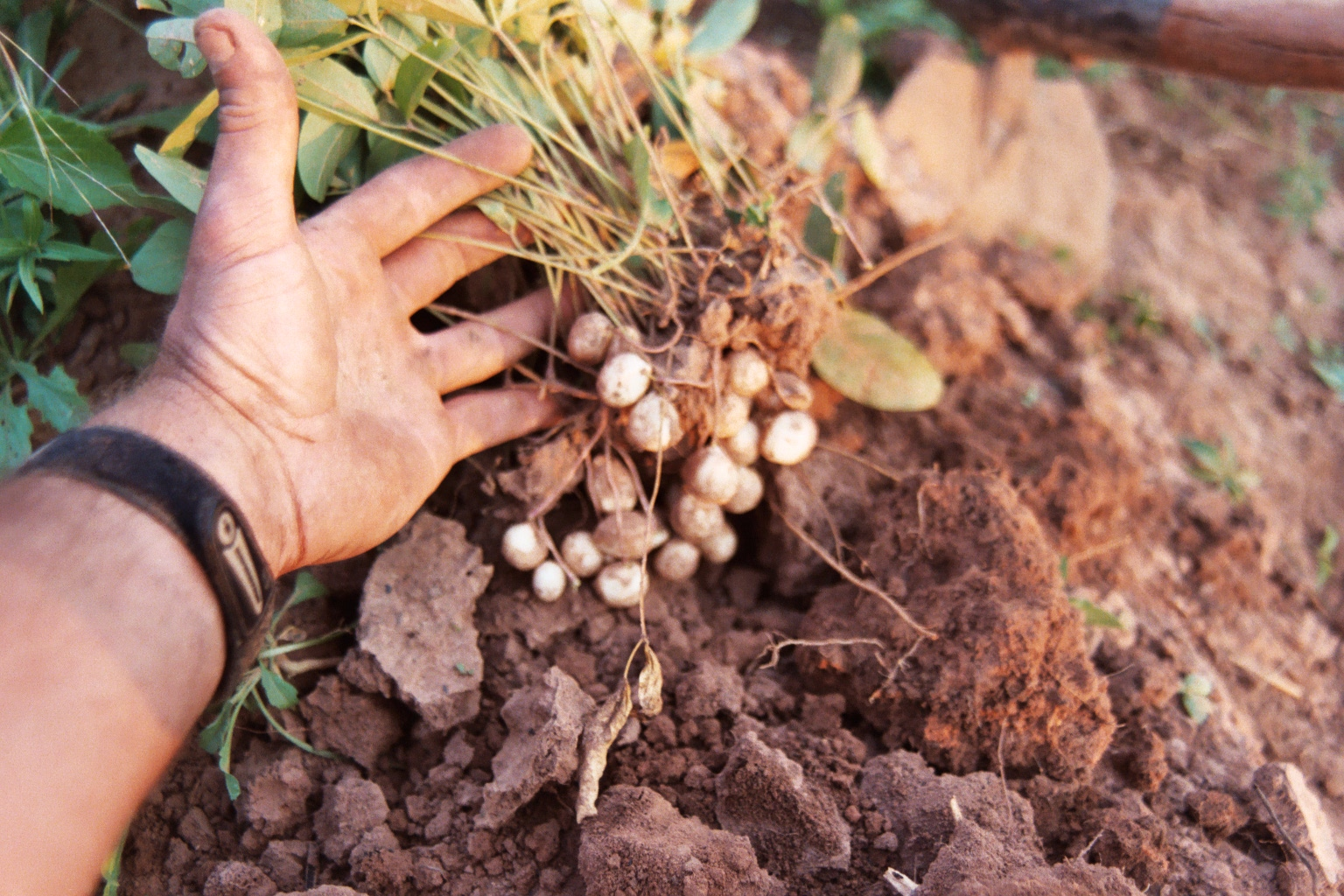
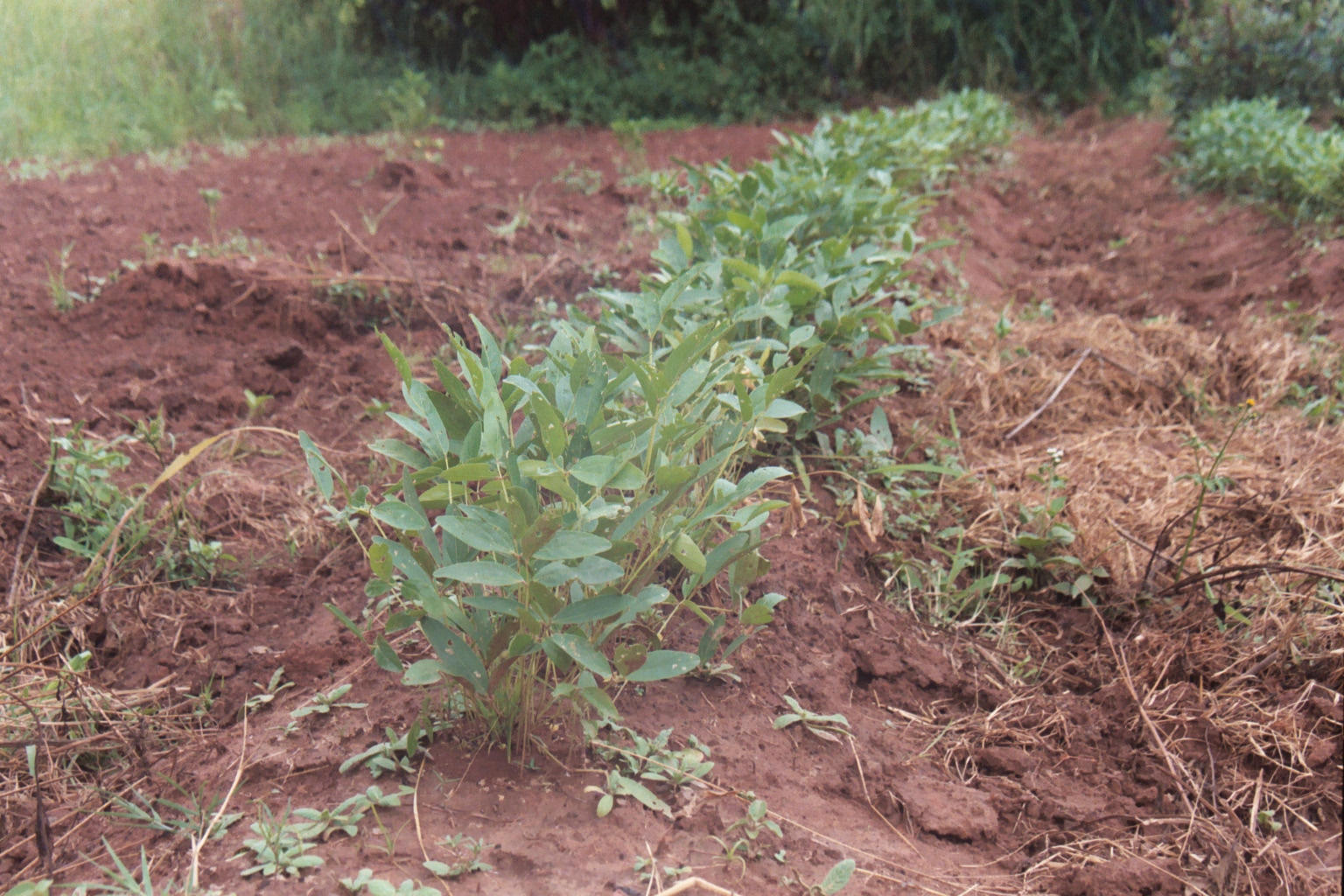
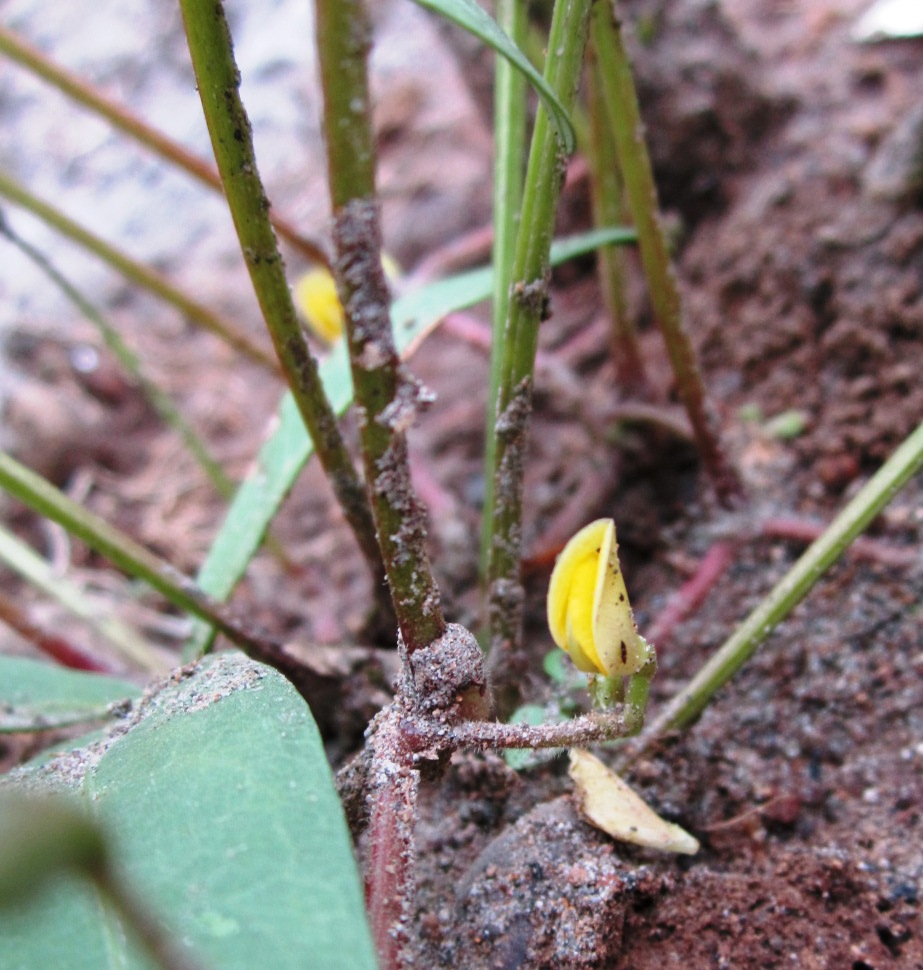
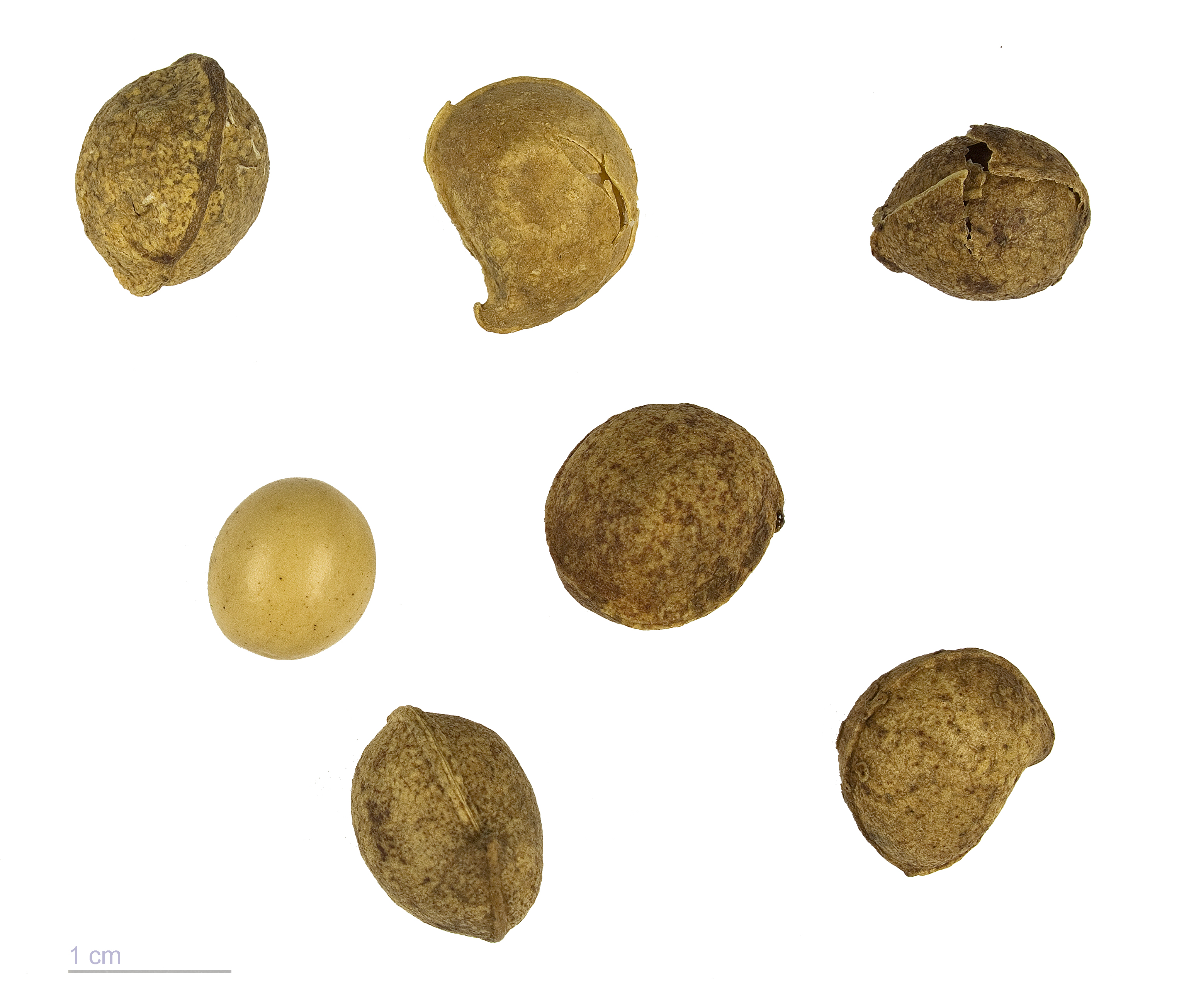
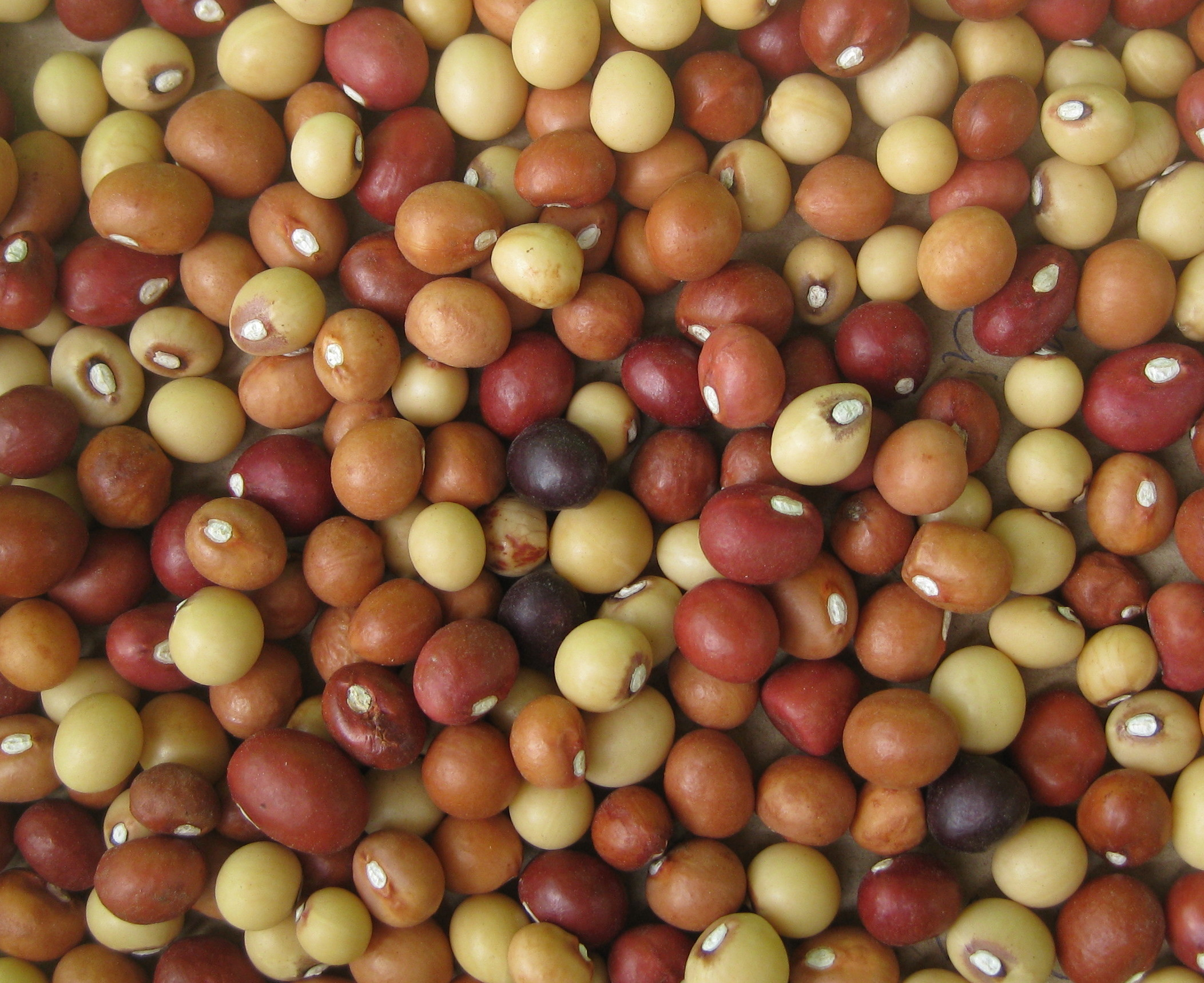

## Produktion
| Nr                                                                    | Område                 | Produktion (ton) | %        |
| --------------------------------------------------------------------- | ---------------------- | ---------------- | -------- |
| 1                                                                     | Burkina Faso           | 56 249           | 35,07 %  |
| 2                                                                     | Kamerun                | 38 075           | 23,74 %  |
| 3                                                                     | Niger                  | 32 383           | 20,19 %  |
| 4                                                                     | Mali                   | 22 930           | 14,30 %  |
| 5                                                                     | Kongo-Kinshasa         | 10 741           | 6,70 %   |
|                                                                       | Total världsproduktion | 160 378          | 100,00 % |
| Källa: FN:s livsmedels- och jordbruksorganisation:s data för år 2014. |                        |                  |          |